# جورج ييتس (عسكري)
جورج ييتس (بالإنجليزية: George Yates)‏ هو عسكري أسترالي، ولد في 27 يوليو 1908 في West Leederville, Western Australia ‏ في أستراليا، وتوفي في 3 أكتوبر 1998 في سيدني في أستراليا.